# (35758) 1999 HE
(35758) 1999 HE est un astéroïde de la ceinture principale d'astéroïdes découvert en 1999.

## Description
(35758) 1999 HE a été découvert le 16 avril 1999 à Woomera (Australie par Frank B. Zoltowski.

### Caractéristiques orbitales
L'orbite de cet astéroïde est caractérisée par un demi-grand axe de 2,48 ua, un périhélie de 2,08 ua, une excentricité de 0,16 et une inclinaison de 2,54° par rapport à l'écliptique. Du fait de ces caractéristiques, à savoir un demi-grand axe compris entre 2 et 3,2 ua et un périhélie supérieur à 1,666 ua, il est classé, selon la JPL Small-Body Database, comme objet de la ceinture principale d'astéroïdes.

### Caractéristiques physiques
(35758) 1999 HE a une magnitude absolue (H) de 15,7 et un albédo estimé à 0,231.